# Campionati del mondo di ciclismo su pista 1955
I Campionati del mondo di ciclismo su pista 1955 (en.: 1955 UCI Track World Championships) si svolsero a Milano, in Italia.

## Medagliere
| #      | Nazione     | Oro | Argento | Bronzo | Totale |
| ------ | ----------- | --- | ------- | ------ | ------ |
| 1      | Italia      | 3   | 0       | 2      | 5      |
| 2      | Regno Unito | 1   | 1       | 0      | 2      |
| 3      | Spagna      | 1   | 0       | 0      | 1      |
| 4      | Svizzera    | 0   | 3       | 0      | 3      |
| 5      | Argentina   | 0   | 1       | 0      | 1      |
| 6      | Paesi Bassi | 0   | 0       | 2      | 2      |
| 7      | Australia   | 0   | 0       | 1      | 1      |
| Totale | Totale      | 5   | 5       | 5      | 15     |

## Sommario degli eventi
| Eventi                            | Oro                      | Prestazione | Argento                      | Prestazione | Bronzo                     | Prestazione |
| Uomini Professionisti             |                          |             |                              |             |                            |             |
| Velocità dettagli                 | Antonio Maspes Italia    |             | Oscar Plattner Svizzera      |             | Arie van Vliet Paesi Bassi |             |
| Inseguimento individuale dettagli | Guido Messina Italia     |             | René Strehler Svizzera       |             | Wim van Est Paesi Bassi    |             |
| Derny dettagli                    | Guillermo Timoner Spagna |             | Walter Bucher Svizzera       |             | Martino Giuseppe Italia    |             |
| Uomini Dilettanti                 |                          |             |                              |             |                            |             |
| Velocità dettagli                 | Giuseppe Ogna Italia     |             | Jorge Batiz Argentina        |             | John Tressider Australia   |             |
| Inseguimento individuale dettagli | Norman Sheil Regno Unito |             | Peter Brotherton Regno Unito |             | Leandro Faggin Italia      |             |